# エドゥアルト・エンゲルマン

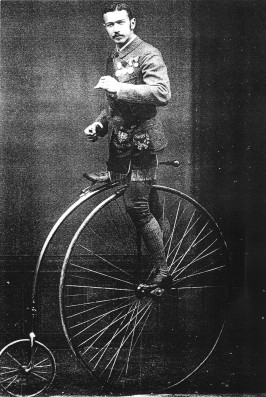
エドゥアルト・エンゲルマン

エドゥアルト・エンゲルマン・ジュニア（Eduard Engelmann Jr.、1864年7月14日 - 1944年10月31日）は、オーストリア出身の男性フィギュアスケート選手でエンジニア。1892年、1893年、1894年ヨーロッパフィギュアスケート選手権優勝。

## 経歴
- 1892年から1894年までヨーロッパフィギュアスケート選手権で優勝。その後、ウィーン工科大学で建築学を学び、晩年は数々のスケートリンクの建設に携わった。
- 自転車ロードレーサーとしても知られウィーンの自転車クラブを創設、ドイツの自転車選手権で3度の優勝を果たした。
- 1924年シャモニーオリンピック女子シングル金メダリストのヘレーネ・エンゲルマンは娘であり、1932年レークプラシッドオリンピックと1936年ガルミッシュパルテンキルヒェンオリンピックの男子シングル金メダリストのカール・シェーファーは末娘の婿である。

## 主な戦績
| 大会/年    | 1891-92 | 1892-93 | 1893-94 |
| ---------- | ------- | ------- | ------- |
| 欧州選手権 | 1       | 1       | 1       |